# Nonnula rubecula
Nonnula rubecula là một loài chim trong họ Bucconidae.